# Гартвік (Нью-Йорк)
Гартвік (англ. Hartwick) — місто (англ. town) в США, в окрузі Отсего штату Нью-Йорк. Населення — 1952 особи (2020).

## Демографія
Згідно з переписом 2010 року, у місті мешкало 2110 осіб у 870 домогосподарствах у складі 572 родин. Було 1162 помешкання
Расовий склад населення:
| - 96,5 % — білих - 0,9 % — азіатів - 0,3 % — чорних або афроамериканців - 0,2 % — корінних американців |

До двох чи більше рас належало 1,8 %. Частка іспаномовних становила 2,0 % від усіх жителів.
За віковим діапазоном населення розподілялося таким чином: 23,2 % — особи молодші 18 років, 63,8 % — особи у віці 18—64 років, 13,0 % — особи у віці 65 років та старші. Медіана віку мешканця становила 43,3 року. На 100 осіб жіночої статі у місті припадало 100,4 чоловіків;  на 100 жінок у віці від 18 років та старших — 96,8 чоловіків також старших 18 років.
Середній дохід на одне домашнє господарство  становив 69 693 долари США (медіана — 49 345), а середній дохід на одну сім'ю — 80 552 долари (медіана — 62 132). Медіана доходів становила 36 444 долари для чоловіків та 31 700 доларів для жінок. За межею бідності перебувало 16,3 % осіб, у тому числі 31,7 % дітей у віці до 18 років та 6,9 % осіб у віці 65 років та старших.
Цивільне працевлаштоване населення становило 1123 особи. Основні галузі зайнятості: освіта, охорона здоров'я та соціальна допомога — 30,2 %, мистецтво, розваги та відпочинок — 17,5 %, роздрібна торгівля — 13,2 %, виробництво — 9,6 %.